# ابن الشيطان (فلم)
ابن الشيطان هو فيلم مصري عرض عام 1969، بطولة فريد شوقي ومحمود المليجي وتوفيق الدقن ونجلاء فتحي، ومن إخراج حسام الدين مصطفى.

## قصة الفيلم
ابن الشيطان شخصية متنكرة غامضة خارجة على القانون يقتل الرجال الذين يتزوجون من جديد بعد ترك زوجاتهم وأولادهم. ترسبت في نفس ابن الشيطان روح الانتقام بعد أن تزوج والده، أثار الرعب في كل مكان، وفي القرية يتصدى له رجل الشرطة الصول مرسي ويشك في أن يكون ابن الشيطان المجذوب المعتوه.

## طاقم التمثيل
- فريد شوقي: (الصول مرسي)
- محمود المليجي: (المعلم عتريس)
- توفيق الدقن: (المخبول)
- نجلاء فتحي: (سعدية)
- نعمت مختار: (عدوية الراقصة)
- إبراهيم خان: (إبراهيم)
- حسين إسماعيل: (درويش)
- الطوخي توفيق
- علية عبد المنعم
- حكمت فؤاد: (عروسة درويش)
- أحمد مرسي: (العريف / أمين)
- عباس الدالي: (العريس المقتول)
- قدرية كامل: (والدة سعدية)
- أحمد أبو عبية: (القهوجي)
- فايق بهجت: (عوض - كهربائي الفرح)
- محمد رفعت: (ضابط النقطة)
- فتحية علي: (زوجة درويش القديمة)
- سمير ولي الدين: (مخبر التموين)
- كمال الزيني: (وكيل النيابة)
- مجدي مرسي
- محمد أبو حشيش: (زبون القهوة)
- صالح الإسكندراني: (مخدماتي)

## فريق العمل
- إخراج: حسام الدين مصطفى
- تأليف: عدلي المولد
- مدير التصوير: فيكتور أنطون
- مونتاج: عبد العزيز فخري
- إنتاج: جمهورية فيلم
- توزيع: جمهورية فيلم